# Madonna di San Girolamo
La Madonna di San Girolamo o Il Giorno (in contrapposizione alla Notte conservata a Dresda) è un dipinto a pittura a olio su tavola (205x141 cm) di Correggio, databile al 1528 circa e conservato nella Galleria Nazionale di Parma.

## Storia
La pala fu commissionata nel 1523 da Briseide Colla per la Cappella di San Girolamo all'interno della chiesa di Sant'Antonio Abate a Parma. Inizialmente si pensava che la commissione fosse in memoria del marito Ottaviano Bergonzi, membro di una famiglia attiva dal punto di vista politico a Parma (membri del consiglio comunale) e artistico (rappresentanti del consiglio della Fabbriceria del Duomo). I Bergonzi erano legati anche al convento di San Paolo, visto che le due badesse precedenti a Giovanna Piacenza portavano il loro cognome; il luogo era stato oggetto di un ammodernamento da loro finanziato. Si è poi scoperto che Ottaviano (detto anche Orazio) muore nel 1552 e che Briseide fa testamento nel 1528 designandolo come erede universale: Correggio dipinge la sua Madonna di San Girolamo probabilmente poco dopo il 1523, ma fino al 1528 il quadro non entra in chiesa e ignota è la collocazione. Un altro termine postquem certo è il 1514, quando i Bergonzi ottengono il giuspatronato della cappella acquistandola dalla famiglia Arcimboldi. Si può ipotizzare che il Correggio fosse entrato in contatto con Ottavio Bergonzi, grazie a Giovanna Piacenza, sua parente e prima importante committente del Correggio in città per gli affreschi del monastero di San Paolo.
La fama dell'opera fu veramente eccezionale, a cominciare da Vasari che ne ammirò "il mirabile colorito" e il sorriso dell'angelo che porge la Bibbia capace, a suo dire, di rallegrare anche il più malinconico degli osservatori. Anche gli artisti ne rimasero affascinati e il pittore cretese El Greco si incantò davanti alla figura della Maddalena esclamando che per lui era "l'unica figura della Pittura!".
Grazie agli elogi dei critici e a una bella incisione di Agostino Carracci, la fama della Madonna di San Girolamo si diffuse nel corso del Seicento a Milano, a Venezia e a Roma e da qui alle grandi capitali artistiche europee. "Forse il più bel dipinto che uscisse mai di mano d'uomo", scrisse l'Algarotti.

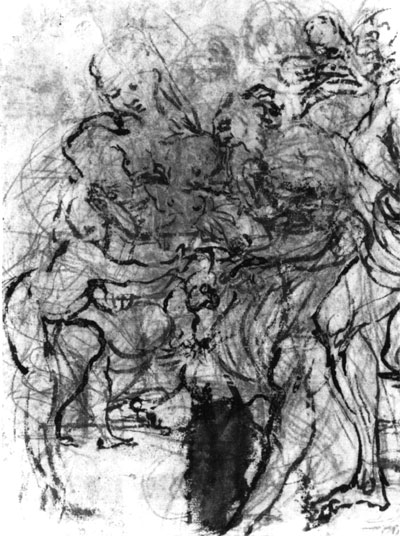
Disegno preparatorio

Nel primo Settecento, quando la chiesa di Sant'Antonio necessitava di pesanti e costosi restauri, più di un collezionista si fece avanti per acquistare l'opera offrendo somme da capogiro: tra gli illustri aspiranti acquirenti figuravano il re di Polonia, il re di Francia e l'Imperatore. Nel 1749, per ragioni di sicurezza, la tavola fu trasferita nel capitolo del Duomo. Nel 1765 fu acquistata da Filippo di Borbone e conservata per un po' di tempo a Colorno. Nel 1796 fu trasportata a Parigi dalle truppe napoleoniche; solo dopo il 1815 tornò in Italia e fu ospitata nell'attuale collocazione progettata espressamente da Paolo Toschi e Girolamo Magnani per volontà della duchessa Maria Luigia.
Numerose sono le copie antiche.

## Descrizione e stile
Il soggetto della rappresentazione, non nuovo ma poco frequentato dall'iconografia ecclesiastica, è la presentazione a Gesù, da parte di san Girolamo, della traduzione della Bibbia dall'ebraico al latino popolare, secondo la tradizione Vulgata. La leggenda voleva che il Santo, nato in Dalmazia, vissuto ad Antiochia e a Roma, e poi ritiratosi in Palestina con una piccola comunità, si ritirò a lungo in penitenza nella Grotta di Betlemme, solo con la compagnia di un leone da lui guarito, e qui avesse atteso alla traduzione del testo sacro, chiestagli da papa Damaso. A tale credenza si attenne Correggio, mostrando la possente figura del vecchio Girolamo, dai capelli e la barba ispida, accompagnato dal leone. L'angelo sorregge la Bibbia rivolgendosi alla Madonna e al Bambino, quasi ad averne l'assenso. Il rotolo, l'antica stesura, è del resto ancora stretto nella mano di Girolamo.
Le figure, modellate morbidamente, sono disposte a semicerchio, secondo uno schema compositivo che il Correggio aveva già adottato nella Madonna di San Sebastiano, oggi a Dresda, e che era funzionale ad accrescere la partecipazione emotiva degli spettatori chiamati a chiudere l'anello idealmente suggerito dai personaggi della storia sacra.

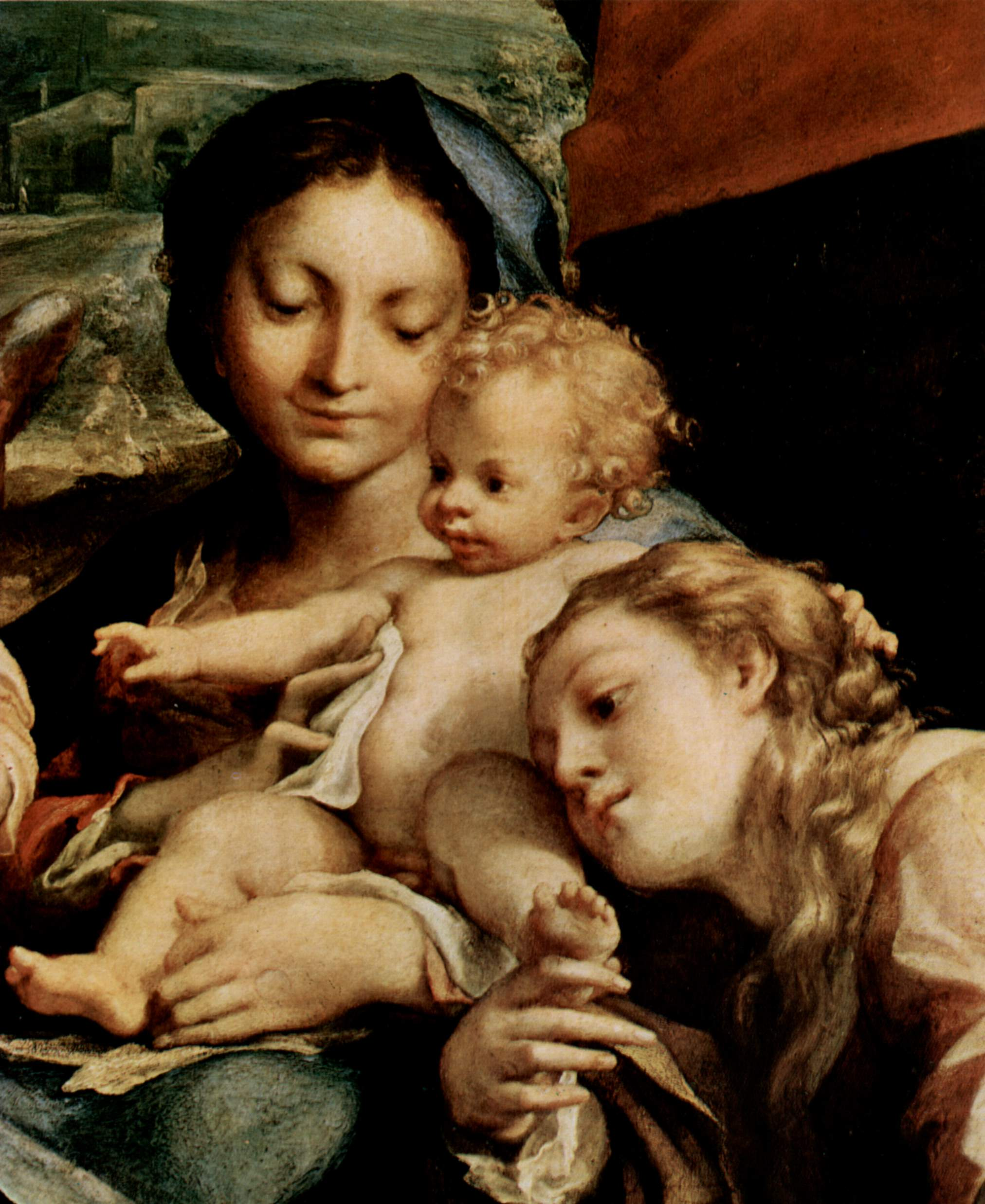
La Vergine, Gesù e Maddalena, dettaglio

Ogni personaggio è rappresentato assorto nel proprio gesto: la Vergine intenta a coprire, forse ad asciugare il Bambino; quest'ultimo incuriosito dalla grande Bibbia che gli mostra l'angelo, san Girolamo assorto in meditazione, Maddalena protesa verso il Bambino, quasi in abbandono. Si rivolgono verso lo spettatore, l'angioletto accattivante che arriccia il naso odorando il vaso degli unguenti della santa penitente e il leone. Importante è il gesto di Maddalena verso il piede di Gesù Bambino, che a sua volta le accarezza i capelli folti. La connessione tra gesti e sguardi sottolinea l'intenso legame tra le figure.
L'impostazione della scena e la studiata collocazione delle figure era stata ideata in stretta connessione con l'ubicazione della cappella sul lato destro della chiesa. La diagonalità della composizione è accentuata dal gioco dei colori, come il rosso del tendaggio che ritorna nel manto del santo a sinistra, o come il giallo oro che dal manto della Maddalena si riverbera nel libro e nel volto dell'Angelo.